# Rietstompkaak
De rietstompkaak (Badister peltatus) is een keversoort uit de familie van de loopkevers (Carabidae). De wetenschappelijke naam van de soort werd in 1796 gepubliceerd door Georg Wolfgang Franz Panzer.